# GNOME Office
A GNOME Office ingyenes irodai szoftvercsomag. A következő egymással laza kapcsolatban lévő komponensekből áll:
- AbiWord - szövegszerkesztő
- Gnumeric - táblázatkezelő
- GNOME-DB - adatbázis-kapcsolati alkalmazás
- GIMP - grafikai alkalmazás
- Evolution - hivatalos, személyes információkezelő és csoport-információkezelő

Mivel a különböző alkalmazások között az integráció meglehetősen laza, ezért a GNOME Office leginkább a GNOME környezethez készült irodai alkalmazások gyűjteményének nevezhető, a megszokott értelemben vett irodai szoftvercsomag helyett. Az alkalmazások közötti együttműködést főleg a Bonobo komponens technológia biztosítja.
A GNOME Office-t fejlesztői a Microsoft Office csomag alternatívájának szánják. Mint ilyen, a KOffice már korábban megjelent, de az eleinte nem minősült szabad szoftvernek a Free Software Foundation szigorú értelmezése szerint, ezért a GNOME környezethez külön irodai szoftvereket fejlesztettek ki. Azóta a GNOME Office alkalmazásai elérhetőek Windows-on is.